# المعهد الفرنسي الإندونيسي
المعهد الفرنسي الإندونيسي هو معهد فرنسي في إندونيسيا. يعد المعهد مؤسسة عامة فرنسية ملحقة بوزارة الخارجية الفرنسية. مهمته تشجيع الثقافة واللغة الفرنسية في الخارج. موقعه الرئيسي في جاكرتا.

## التاريخ
تأسس مركز الثقافات الفرنسية في سبعينيات القرن العشرين، وتم تغيير اسم المعهد الفرنسي عام 2012. هو أحد أكبر المراكز الثقافية الفرنسية في العالم، حيث يضم أكثر من 5.000 طالب كل عام. في عام 2015 انتقل مقره الرئيسي في جاكرتا من ساليمبا بالقرب من جامعة إندونيسيا إلى ثمرين مكانه الجديد، والذي تبلغ مساحته 400 متر مربع، مجهز بمكتبة ومطعم وقاعة، مجهزة لعرض عرض الأفلام.
من عام 1996 إلى عام 2015 نظم المعهد مهرجان الفيلم الفرنسي، أحد أقدم مهرجان الأفلام الأجنبية في إندونيسيا. ويهدف الربيع الفرنسي الذي تم تنظيمه من عام 2006 إلى عام 2016 إلى عرض أفضل ما في الإبداع الفرنسي في المعارض.

## الأنشطة الثقافية
ينظم المعهد العديد من الأحداث، مثل عروض الأفلام العادية والحفلات الموسيقية والندوات والمناقشات وعروض الرقص. كما يستضيف العديد من المهرجانات، مثل أوروبا على الشاشة، ومهرجان مانوسيا السينمائي بنسبة 100 ٪ أو مهرجان مدني السينمائي. تشارك المعهد في العديد من الأحداث الدولية، مثل فرنسا الجيدة، ومعرض لباحثين الشباب.

## الفروع
ينشط المعهد الفرنسي في أربع مدن:
- جاكرتا ثامرين.
- جاكرتا يجايا.
- باندونغ.
- يوغياكارتا.
- سورابايا.[7]

كما أنه موجود في تيمور الشرقية. يعمل المعهد أيضًا مع ممثلي النشاطات أليانس الفرنسي للأرخبيل الموجودان في دينباسار وميدان.